# María Moliner Ruiz
María Moliner Ruiz   (Paniza, 30 de març de 1900 - Madrid, 22 de gener de 1981) fou una bibliotecònoma i lexicògrafa espanyola.

## Biografia
Filla d'un metge rural, es llicencià en Història el 1921 a la Facultat de Filosofia i Lletres de la Universitat de Saragossa. Treballà com a funcionària del Cos Facultatiu d'Arxivers, Bibliotecaris i Arqueòlegs entre 1922 i 1970. El seu primer destí fou l'Arxiu de Simancas, i després es traslladà a Múrcia, on conegué el que seria el seu marit, el catedràtic de física Fernando Ramón y Ferrando, amb qui es casà el 1925 i amb qui tingué quatre fills. Després es traslladà a València, on treballà a la Biblioteca de la Universitat fins al 1937.
Fou una promotora activa de la difusió de la cultura durant la II República. Va col·laborar activament a les Biblioteques Populars i a l'Escola Cossio de València, on estava destinada, inspirada de la Institución Libre de Enseñanza des de 1931. Va escriure llavors: Bibliotecas rurales y redes de bibliotecas en España (1935) i Instrucciones para el servicio de pequeñas bibliotecas (1937), per a les Missions Pedagògiques de la República.
Amb la derrota de la República i després de la Guerra Civil va ser depurada i es va incorporar a l'Arxiu d'Hisenda de València, després de baixar divuit nivells en l'escalafó del Cos. Al 1946 es va integrar a la Biblioteca de l'Escola Tècnica Superior d'Enginyers Industrials de Madrid, que va dirigir fins al 1970, any en què es va jubilar.

## El Diccionari
És l'autora del Diccionario de uso del español, una de les obres principals de la lexicografia castellana, amb 80.000 entrades i 3.000 pàgines, al qual dedicà quinze anys de feina. Va iniciar-ne la confecció el 1952, compaginant-la amb la seva ocupació com a bibliotecària, amb la intenció d'oferir una eina per a expressar-se amb precisió i amb un llenguatge del segle xx, en una forma més actual que les definicions que oferia el diccionari de la Real Academia Española. L'editorial Gredos en publicà la primera edició entre 1966 i 1967. Tot i que l'autora continuà treballant-hi per preparar-ne una nova edició, la segona edició no sortí al mercat fins al 1998 (un cop morta María Moliner), en dos volums i CD-ROM, així com en una edició abreujada d'un volum.
Segons un dels seus fills, Fernando Ramón Moliner, la segona edició, amb totes les alteracions i modificacions efectuades, és una edició apòcrifa, car María Moliner patia d'Alzheimer, no se n'assabentà i no pogué donar un consentiment conscient a la publicació d'aquesta nova edició.
Fou candidata a la Real Academia Española el 1972, quan encara cap dona en formava part, però fou rebutjada.